# Nicolas Bernier

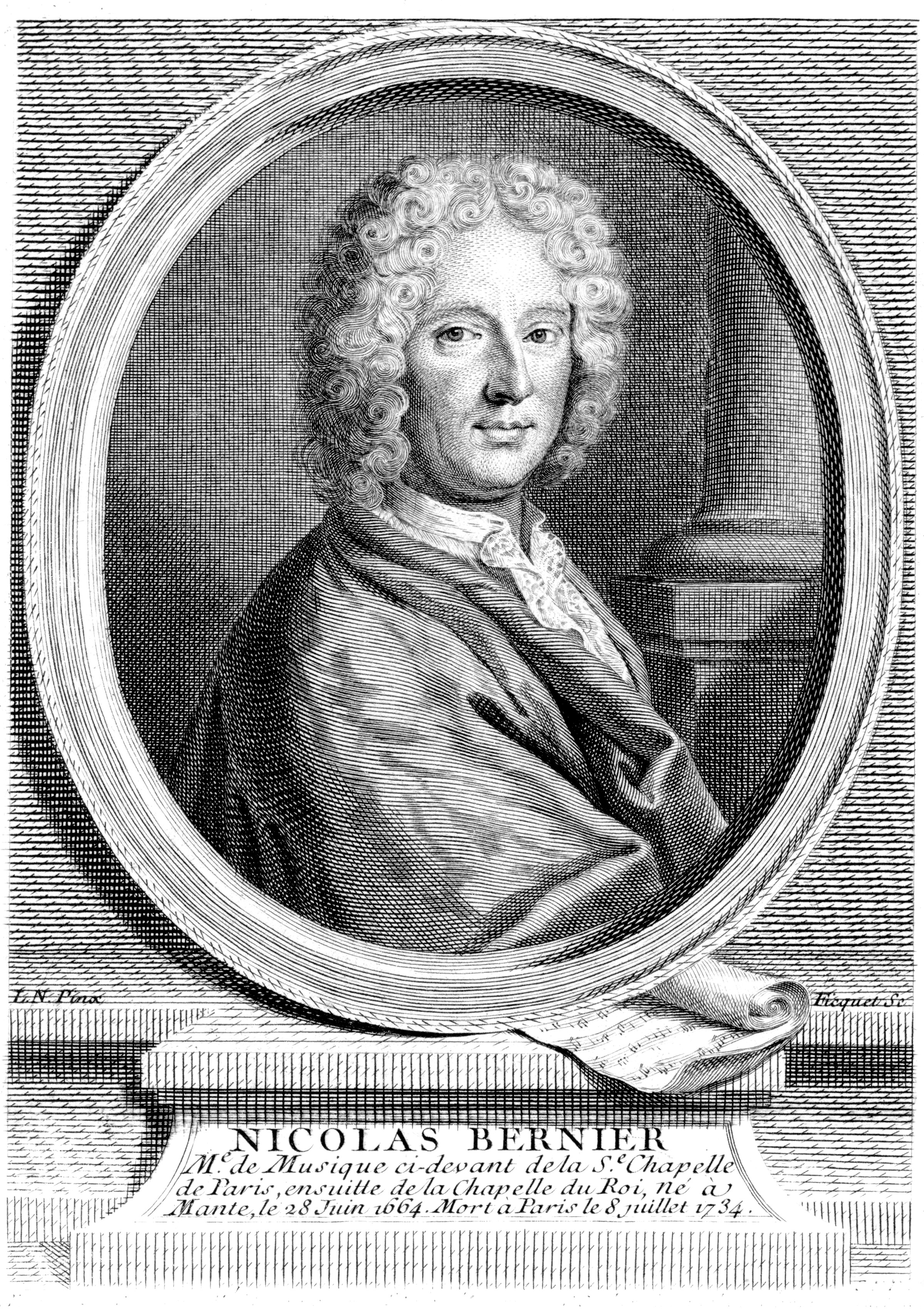
Nicolas Bernier

Nicolas Bernier (Mantes-la-Jolie, 5 of 6 juni 1665 – Parijs, klooster van de Notre Dame, 6 juli 1734) was een Frans componist. Over zijn jeugd, zijn muzikale vorming en zijn eerste functies is niets bekend. Net als Charpentier maakte hij een reis naar Italië. 
Al op 18-jarige leeftijd nam hij in 1683, zonder succes, deel aan het concours voor de benoeming van sous-maîtres voor de Chapelle royale. Na een mislukking in de kathedraal van Rouen (1693) verkreeg Bernier het kapelmeesterschap in Chartres (1694-1698), vervolgens die van de Saint-Germain-l'Auxerrois te Parijs, de kapel van het Louvre. In 1704 verwisselde hij deze post om Charpentier op te volgen in de Sainte-Chapelle, eveneens te Parijs.
In 1723 werd Bernier benoemd tot sous-maître van de Chapelle royale, een functie die hij bekleedde naast Campra, Gervais en Delalande. Zijn functie in de Sainte-Chapelle beëindigde in 1726, omdat zijn positie in de Chapelle royale werd uitgebreid na de dood van Delalande. Hij was bevriend met Campra en Gervais, maar ook met Marais met wiens dochter hij in 1712 huwde. Bernier was de leraar van Homet, Daquin en van Chéron. 
Bernier was een vurig verdediger van de Italiaanse stijl en hij werd door tijdgenoten beschouwd als een groot componist en met name door zijn fuga's. Zijn werken werden uitgevoerd in Saint-Cyr en Nieuw-Frankrijk en werden in Frankrijk tot de Franse Revolutie ten gehore gebracht.

## Werken
- 11 grands motets
- ca. 45 petits motets
- een cyclus Leçons de ténèbres
- ca. 40 cantates in 7 delen
- 2 divertissements voor de hertogin van Maine
- aria's

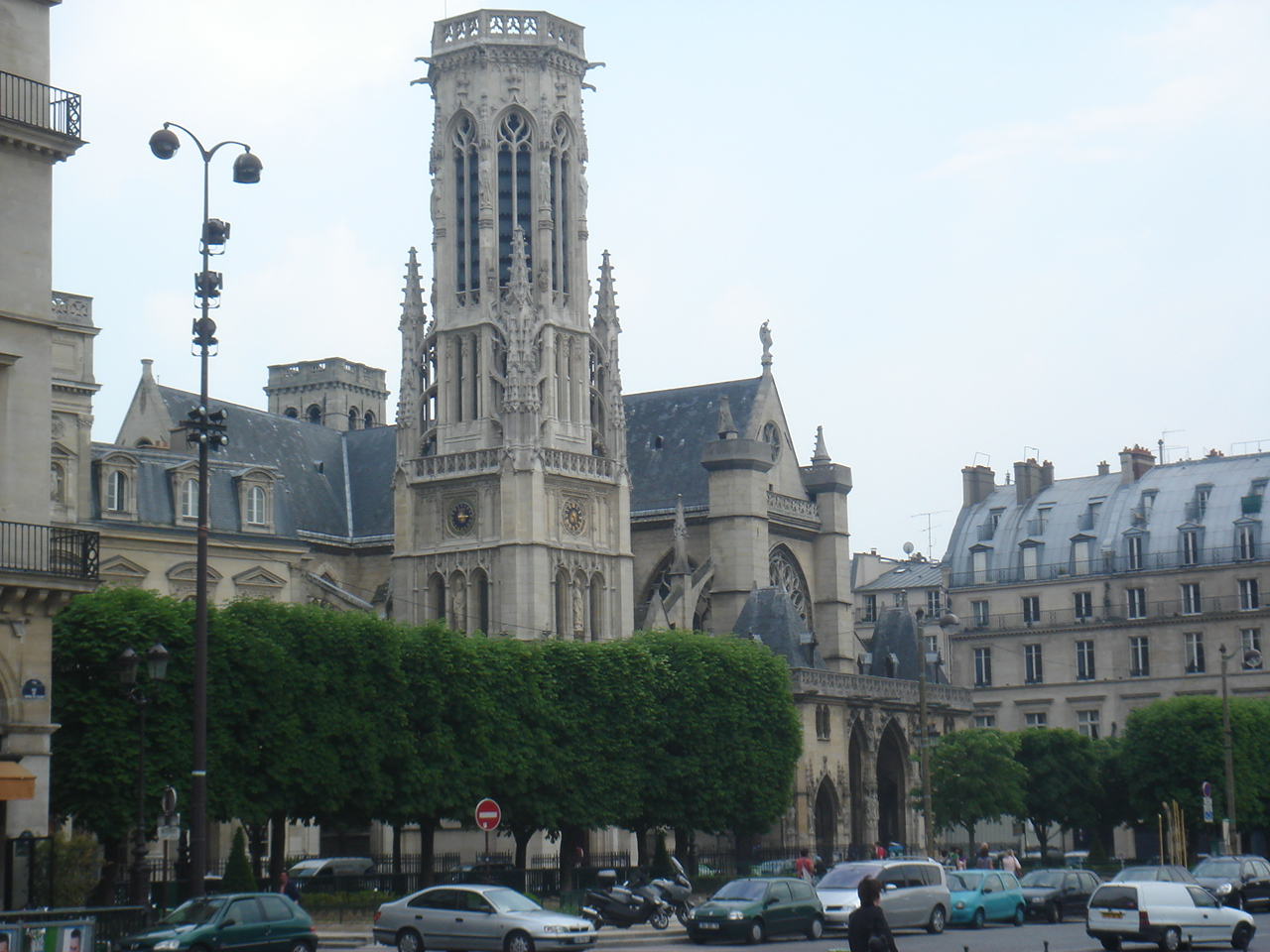
Saint-Germain l'Auxerrois te Parijs
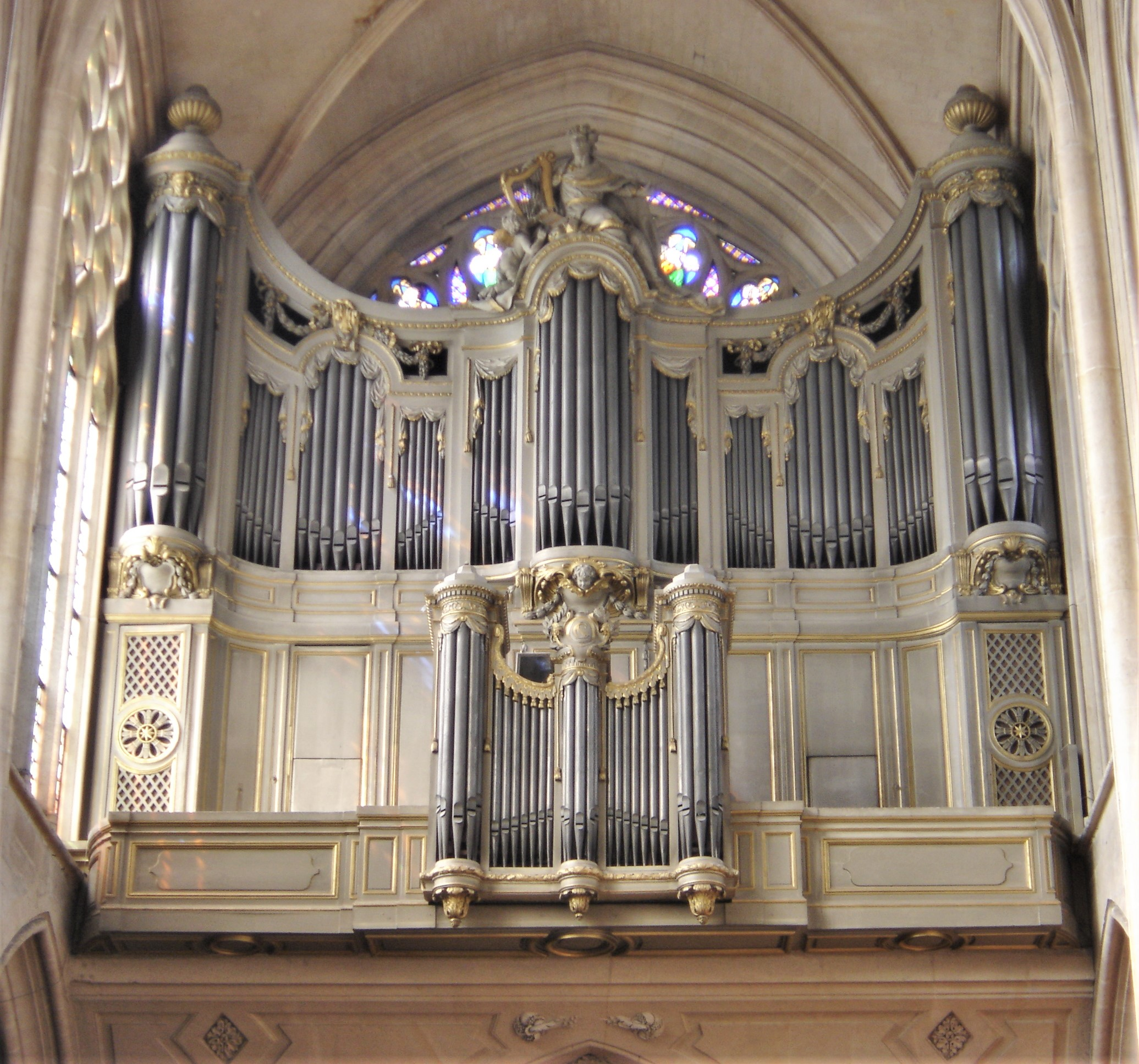
orgel van de Saint-Germain
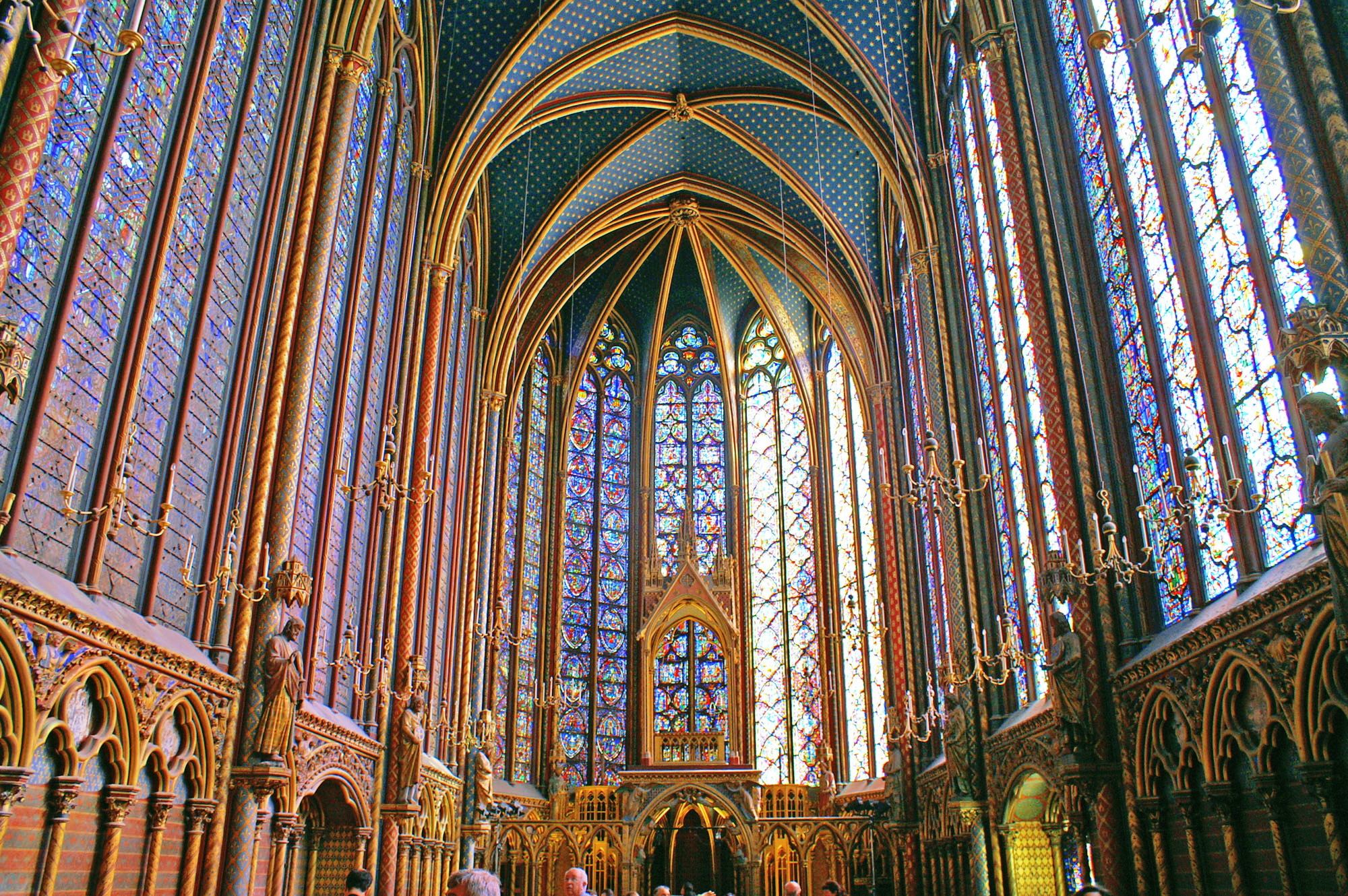
Sainte-Chapelle te Parijs